# Алексей Ляпунов
Алексей Андреевич Ляпунов (1911 – 1973) е съветски математик и един от ранните пионери на компютърните науки. Един от основателите на кибернетиката, Ляпунов е член на Съветската академия на науките (1964) и специалист в областта на теория на реалните функции, математически проблеми на кибернетиката, теория на множествата, теория на програмирането, математическа лингвистика и математическа биология.
Награден е с орден „Ленин“. През 1996 г. Компютърното общество на Института на инженерите по електротехника и електроника (IEEE Computer Society) го награждава посмъртно с наградата „Компютърен пионер“.